# 1996 aux échecs
Chronologie des échecs – Année 1996
| Années des échecs : 1993 - 1994 - 1995 - 1996 - 1997 - 1998 - 1999    |
| Décennies des échecs : 1960 - 1970 - 1980 - 1990 - 2000 - 2010 - 2020 |

## Événements majeurs
- Olympiade d'échecs d'Erevan :
  - Classement masculin : 1er Russie, 2e Ukraine, 3e États-Unis
  - Classement féminin : 1er Géorgie, 2e Chine, 3e Russie
- Championnat du monde de la Fédération internationale des échecs 1996 : Anatoli Karpov conserve son titre face au candidat Gata Kamsky
- Susan Polgar devient championne du monde féminine d'échecs en battant Xie Jun, l'ancienne tenante du titre[1].

## Tournois et opens
- Vassili Ivantchouk remporte le Tournoi de Wijk aan Zee

## Championnats nationaux
- Argentine : Pablo Ricardi remporte le championnat[2],[3]. Chez les femmes, Sandra Villegas s’impose.
- Autriche : Nikolaus Stanec remporte le championnat[4],[5]. Chez les femmes, Helene Mira s’impose[6].
- Belgique : Marc Dutreeuw remporte le championnat[7]. Chez les femmes, Snezana Micic s’impose[8].
- Brésil: Rafael Leitão remporte le championnat[9]. Chez les femmes, c’est Tatiana Kaawar Ratcu qui s’impose.
- Canada : Kevin Spraggett remporte le championnat[10]. Chez les femmes, Johanne Charest s’impose[11].
- Chine :  Ye Jiangchuan remporte le championnat[12]. Chez les femmes, Zhu Chen s’impose.
- Écosse : DM Bryson remporte le championnat [13].
- Espagne : Sergio Estremera Paños remporte le championnat[14]. Chez les femmes, c’est Nieves Garcia qui s’impose[15].
- États-Unis : Alex Yermolinsky remporte le championnat[16]. Chez les femmes, Anjelina Belakovskaia s’impose[17].
- Finlande: Joose Norri remporte le championnat[18].
- France : Christian Bauer remporte le championnat [19]. Chez les femmes, Claire Gervais s’impose[20].
- Guatemala : Carlos Armando Juárez[21]
- Inde : Tiruchi Parameswaran remporte le championnat[22].
- Iran[Note 1] : Mohammad Deljou remporte le championnat[23].

- Pays-Bas : Jan Timman remporte le championnat [24]. Chez les femmes, c’est Erika Sziva[25] qui s’impose.
- Pologne : Klaudiusz Urban remporte le championnat[26].
- Royaume-Uni : Chris Ward remporte le championnat[27].
- Russie : Alexandre Khalifman remporte le championnat[28].
- Suisse : Viktor Gavrikov remporte le championnat [29]. Chez les dames, c’est Evi Grünenwald-Reimer qui s’impose[30].
- Tchéquie : Chez les femmes, Lenka Ptáčníková[31]
- Ukraine : Mikhail Golubev et Valeri Neverov remporte le championnat[32],[33]. Chez les femmes, Tatiana Melamed s’impose[34].
- RF Yougoslavie : Božidar Ivanović remporte le championnat[35],[36]. Chez les femmes, Natacha Bojkovic s’impose.

## Divers
- Classement Elo au 1er janvier

| 1er | Vladimir Kramnik  | 2775 |
| 2e  | Garry Kasparov    | 2775 |
| 3e  | Anatoli Karpov    | 2770 |
| 4e  | Vasily Ivanchuk   | 2735 |
| 5e  | Gata Kamsky       | 2735 |
| 6e  | Viswanathan Anand | 2725 |
| 7e  | Veselin Topalov   | 2700 |
| 8e  | Boris Gelfand     | 2700 |
| 9e  | Alexeï Chirov     | 2690 |
| 10e | Judit Polgár      | 2675 |

Chez les féminines
| 1er | Judit Polgar | 2675 |
| 2e  | Susan Polgar | 2550 |
| 3e  | Xie Jun      | 2530 |

- La ville de Salt Lake City interdit le jeu d'échecs dans les écoles. Le but premier de la manœuvre de la ville était d'interdire une association homosexuelle, et pour ce faire, toutes les associations n'ayant pas de lien direct avec le cursus scolaire sont interdites[37],[38].

## Naissances
- Daniil Doubov
- Richárd Rapport

## Nécrologie
- En 1996 : Matti Rantanen (en), Chris de Ronde (en), Victor Buerger (en)
- 17 janvier : László Navarovszky (en)
- 26 janvier : Otto Benkner (en)
- 14 février : Čeněk Kottnauer
- 13 mars : Louis Bigot
- 4 mai : Eduardo Franco Raymundo (en)
- 18 mai : Yosef Porat (en)
- 31 mai : Birdie Reeve Kay (en)
- 28 juin : Julio Bolbochán
- 5 juillet : Predrag Ostojić
- 4 août : Vladimir Liberzon
- 8 août : Jüri Randviir (en)
- 14 août : Károly Honfi
- 17 août : Guido Cappello (en)
- 26 août : Siracettin Bilyap (en)
- 3 octobre : Bertus Enklaar (en)
- 29 octobre : Milinka Merlini
- En novembre : Fernando De Almeida Vasconcellos (en)
- 9 novembre : Guðmundur Arnlaugsson (en)
- 6 décembre : Erling Tholfsen (en)
- 25 décembre : Igor Zhdanov (en)
- 26 décembre : Morris Schapiro (en)
- 29 décembre : Wolfgang Pietzsch